# Bắc và Trung Andaman
Huyện Bắc và Trung Andaman là một trong 3 huyện thuộc Quần đảo Andaman và Nicobar nằm trong Vịnh Bengal. Thị trấn Mayabunder là thủ phủ của huyện. Tổng diện tích của huyện là 3251.85 km².

## Hành chính
Huyện gồm có 3 tehsil (tương đương cấp xã) là Diglipur, Mayabunder và Rangat.